# N,N-Диметилдофамин
N,N-Диметилдофамин (DMDA) — органическое соединение, принадлежащее к классу фенилэтиламинов. Имеет структурное сходство с алкалоидом эпинином (N-метилдофамином) и нейромедиатором дофамином, диметилированным аналогом которого он является. Из-за своей структурной связи с дофамином, DMDA был предметом многочисленных фармакологических исследований. DMDA был обнаружен в Vachellia rigidula (Acacia rigidula).

## История
DMDA был выделен из растений Acacia rigidula Benth. (из семейства Бобовые), в котором он был обнаружен в количестве ~11,45 м. д..

## Реакционная способность
Так как N,N-диметилдофамин по химической структуре принадлежит к классу аминов, он является слабым основанием, но это также пирокатехин (1,2-дигидроксибензол), что придает ему слабые кислотные свойства, следовательно, соединение является амфотерным.

## Синтез
Существует несколько описанных методов синтеза DMDA. Первый синтез был осуществлен Баком и сотрудниками. Исходным веществом был 3,4-диметоксибензальдегид (ветральдегид), который конденсировали с гиппуровой кислотой, что приводило к азалактону; полученное соединение было гидролизовано с помощью NaOH до соответствующей соли пировиноградной кислоты, которую затем превращали в оксим; обработка оксима уксусным ангидридом дает 3,4-диметоксифенилацетонитрил, который каталитически восстанавливали (H2/Pd) в присутствии избытка диметиламина в N,N-диметил-3,4-диметоксифенилэтиламин. Наконец, метоксигруппы расщепили HCl и получили DMDA в виде гидрохлорида.
Более поздний метод начинается с 3,4-диметоксифенилуксусной кислоты, которую превращают в соответствующий хлорангидрид с помощью тионилхлорида, далее подвергают взаимодействию с диметиламином, получая диметиламид, который затем восстанавливают с помощью диборана в N,N-диметил-3,4-диметоксифенилэтиламин. Затем метоксигруппы расщепляют иодистоводородной кислотой с получением DMDA.
Кратчайшим является метод Боргмана, который преобразовал 3,4-диметоксифенэтиламин в N,N-диметил-3,4-диметоксифенилэтиламин путём каталитического восстановления (H2/Pd) в присутствии формальдегида; метоксигруппы были затем расщеплены бромистоводородной кислотой.

## Фармакология
Одним из самых ранних фармакологических исследований DMDA было исследование Дели и его коллег, которые изучали способность большого числа замещенных фенэтиламинов высвобождать норадреналин (NE) из сердца мыши. В этом эксперименте при подкожной дозе 10 мг/кг гидрохлорида DMDA не было обнаружено значительных изменений в содержании NE в сердце. Для сравнения, при дозе 5 мг/кг гидрохлорида N-метилдофамина подкожно содержание NE уменьшалось на 45 %, в то время как сам гидрохлорид дофамина вызывал 50%-ное уменьшение концентрации NE при дозе 5 мг/кг.
Другое раннее фармакологическое исследование DMDA проводили Голдберг и его сотрудники, которые изучали диапазон воздействия фенэтиламиновых аналогов на основе вазодилатации, достигаемой путём инъекции тестируемого лекарства в почечную артерии собаки. В этом анализе препарат был классифицирован как «дофаминоподобный», если вызываемая им вазодилатация не предотвращалась β-блокирующими препаратами, и если эффекта не наблюдалось, когда препарат вводили в бедренную артерию. Хотя DMDA при дозе 0,5 мг вызвал заметную брадикардию, доза ~0,75 мг не увеличивала почечный кровоток — причину вазодилатации — после введения атропина для нормализации сердечного ритма.
На кошек, предварительно претерпевших инъекции атропина и гексаметония, DMDA действовал как сильный вазопрессор: при парентеральной дозе 10 мкг/кг было замечено повышение кровяного давления более чем в два раза, по сравнению с той же дозой дофамина. В результате анализа, основанного на увеличении частоты сердечных сокращений (положительный хронотропный ответ), вызванной электрической стимуляцией пост-ганглиозных волокон кардиоускоряющего нерва кошки, внутривенная доза в ~15 мкг/кг DMDA вызвала 50%-ное снижение ответа, по сравнению с приблизительно 10%-ным снижением эффекта при той же дозе допамина. На основании этих и других наблюдений исследователи пришли к выводу, что DMDA является сильным ингибитором адренергической системы посредством, стимулирующим ингибиторные дофаминовые рецепторы на адренергических нервных окончаниях.
У собаки внутривенная доза 16 мкг/кг вызвала ~80%-ное снижение частоты сердечных сокращений в том же эксперименте с участием кардиоускоряющего нерва, по сравнению с ~8%-ным снижением, которое производилось дофамином. DMDA вызвал сужение сосудов в нескольких изолированных сосудистых препаратах из кролика. Прессорная деятельность DMDA частично подавлялась α-антагонистом фентоламином. Из этих и других наблюдений исследователи пришли к выводу, что существуют значительные различия ответов на DMDA у собак и кошек, причём адренергические эффекты преобладают у собак.